# Calbe (Saale)
Calbe é uma cidade da Alemanha localizada no distrito de Salzlandkreis, estado de Saxônia-Anhalt.